# 弗雷德里克·皮特曼
弗雷德里克·皮特曼（英語：Frederick Pitman，1892年6月1日—1963年7月25日），英国男子赛艇运动员。曾代表英国参加1912年夏季奥林匹克运动会赛艇比赛，获得男子八人单桨有舵手银牌。